# Casa de Nueva Baja 496
La Casa de Calle Nueva Baja N° 496 es una casona colonial ubicada en la calle Nueva Baja en el centro histórico del Cusco, Perú.
Desde 1972 el inmueble forma parte de la Zona Monumental del Cusco declarada como Monumento Histórico del Perú. Asimismo, en 1983 al ser parte del casco histórico de la ciudad del Cusco, forma parte de la zona central declarada por la UNESCO como Patrimonio Cultural de la Humanidad.
Inmueble de dos niveles y un patio. Exteriormente presenta portada lítica y puerta postigo; dos balcones profusamente tallados el primero de cajón abierto y el segundo de antepecho, sustentados sobre ménsulas y cubiertos por tejaroz cuyos antepechos están compuestos por tres hiladas de casetones calados en la última hilada. Hacia la calle Cenizas se aprecian dos ventanas verticales con rejas metálicas. El Patio principal, empedrado con lajas regulares de piedra está configurado por dos crujías (sureste y suroeste) y las escaleras contemporáneas de madera en “ele”.